# Euphorbia colubrina
Euphorbia colubrina ist eine Pflanzenart aus der Gattung Wolfsmilch (Euphorbia) in der Familie der Wolfsmilchgewächse (Euphorbiaceae).

## Beschreibung
Die sukkulente Euphorbia colubrina bildet Sträucher bis 15 Zentimeter Durchmesser mit einer intensiven Verzweigung aus. Die vierkantigen Triebe stehen ausgebreitet und werden bis 25 Zentimeter lang und 8 Millimeter dick. Sie verzweigen sich in rechtwinklig abstehende, kurze Seitentriebe. Sie sind dunkelgrün gefärbt und mit hellen Streifen versehen. An den Kanten werden flache Zähne ausgebildet, die in einem Abstand von 5 bis 10 Millimeter voneinander stehen. Die länglichen Dornschildchen werden bis 6 Millimeter lang und 2 Millimeter breit. Es werden Dornen bis 18 Millimeter Länge ausgebildet.
Der Blütenstand besteht aus einzelnen und einfachen Cymen, die an 1 bis 2 Millimeter langen Stielen stehen. Die Cyathien erreichen 2,5 Millimeter im Durchmesser. Die länglichen Nektardrüsen sind trübgelb gefärbt und stoßen aneinander. Die deutlich gelappte Frucht wird etwa 2 Millimeter groß und steht an einem zurückgebogenen, bis 4 Millimeter langen Stiel. Sie enthält den eiförmigen Samen, der 1,25 Millimeter lang und 1 Millimeter breit wird. Die Oberfläche ist mit sehr kleinen Runzeln besetzt.

## Verbreitung und Systematik
Euphorbia colubrina ist im Südosten von Äthiopien und im Nordosten von Kenia auf steinigen Hängen mit lockerem Akazien-Busch in Höhenlagen von 200 bis 300 Meter verbreitet.
Die Erstbeschreibung der Art erfolgte 1982 durch Peter René Oscar Bally und Susan Carter Holmes.